# 매체전략
매체전략 또는 미디어 전략은 광고나 콘텐츠 전달(온라인 방송) 산업에 사용되는 전략으로서 어떻게 메시지를 고객이나 틈새시장에 전달할 것인지와 관련이 있다.
카피작성을 위해 당연히 필요한 것은 매체의 선정이며, 예산상으로도 광고비를 어떤 매체에 배분하는가는 중요한 문제이다. 매체선정에도 다음 3가지 요인으로 구분된다. 즉, ① 목표피소구자(目標被訴求者)의 매체에 관한 습관, ② 제품을 제시할 때의 매체의 표현상 특징,③ 매체코스트 등이 그것이다.
예를 들면 유아를 상대로 하는 광고는 신문·잡지보다는 텔레비전을 선택하는 것이, 그리고 고급드레스의 광고는 색채를 살릴 수 있는 잡지를 이용하는 편이 효과적이다. 또 예산상의 제약으로 단위코스트가 큰 텔레비전을 선택하지 않고 신문을 통해 광고할 경우가 좋을 때도 있을 것이다. 이와 같은 요인을 고려하여 매체종류간의 비용배분이 결정되면, 다음에는 동일 종류의 미디어 중 어느 것을 선택할 것인가를 결정해야 한다. 잡지의 경우 월간지·주간지 중 어떤 것을 택하며, 또 어느 잡지를 선택하느냐가 문제시된다. 최근에는 선형계획법(線型計劃法：simulation model) 등에 의한 컴퓨터를 이용하는 총괄적 선정기준이 개발되고 있다.

## 같이 보기
- 소셜 미디어 마케팅
- 마케팅 전략
- 디지털 마케팅
- 입소문 마케팅